# شکاف (فیلم ۱۹۹۰)
شکاف (به انگلیسی: The Rift) یا ترک (به اسپانیایی: La grieta) فیلمی محصول سال ۱۹۹۰ و به کارگردانی خوان پیکر سیمون است. در این فیلم بازیگرانی همچون جک اسکالیا، آر. لی ارمی، ری وایز، دیورا آدایر، جان تولس بی، الی پوژه، فرانک برانیا، ادموند پاردوم، گریک هاگون و جیمز اوبری ایفای نقش کرده‌اند. این فیلم در آمریکا با نام نزول بی‌پایان (به انگلیسی: Endless Descent) نمایش داده شد.